# Spaelotis senna
Spaelotis senna là một loài bướm đêm trong họ Noctuidae.